# Felix Browder
Felix Earl Browder (Moscou, 31 de julho de 1927 – 10 de dezembro de 2016) foi um matemático estadunidense.
Felix Browder obteve seu doutorado na Universidade de Princeton em 1948, e foi professor de matemática na Universidade de Rutgers. Browder recebeu em 1999 a Medalha Nacional de Ciências. Também foi o presidente da American Mathematical Society de 1999 até 2000. Morreu em 10 de dezembro de 2016, aos 89 anos.
Felix E. Browder visitou o Rio de Janeiro, pela primeira vez, em 1961, a convite de Barros Neto e Leopoldo Nachbin como visitante do IMPA. Daí em diante estabeleceu um relacionamento científico com matemáticos brasileiros orientando vários estudantes para obtenção do doutorado, quando trabalhava na Yale University e posteriormente na Universidade de Chicago. Nesta época criava a teoria dos operadores monótonos. Veja: Felix E. Browder – Problèmes Non-Linèaires – Univ. MontReal, 1966. Esteve várias vezes no Rio de Janeiro a convite de seus alunos, professores que fizeram doutorado sob sua orientação em Yale e Chicago.